# هان ديد
هان ديد (بالهولندية: Han Dade)‏ هو لاعب كرة قدم هولندي، ولد في 9 فبراير 1878 في Nieuwer-Amstel ‏ في هولندا، وتوفي في 15 ديسمبر 1940 في كاستركوم في هولندا. لعب مع أياكس أمستردام.